# Magyar Szabadságért díj
A Magyar Szabadságért díj a Magyar Szabadság Napja Alapítvány által 2000-ben alapított díj, amelyet minden évben „olyan személyiségek kaphatják meg, akik az elmúlt évtizedekben tevékenységükkel nagyban hozzájárultak Magyarország függetlenségéhez, demokratikus fejlődéséhez”.
A díjat a magyar szabadság napján adják át, amit minden év június utolsó hétvégéjének szombatján tartanak meg, a szovjet csapatok 1991. június 19-i Magyarországról történő kivonulásának, az ország függetlensége visszanyerésének emlékére.

## Díjazottjai
- 2000 – Nemeskürty István író
- 2001 – Antall Józsefné, Antall József volt miniszterelnök özvegye
- 2002 – Kormorán (együttes)
- 2003 – Makovecz Imre építész
- 2004 – Csoóri Sándor író
- 2005 – Duray Miklós, a szlovákiai Magyar Koalíció Pártja alelnöke
- 2006 – Pozsgay Imre egyetemi tanár, volt államminiszter
- 2007 – Sebestyén Márta énekesnő
- 2008 – Grosics Gyula, az Aranycsapat kapusa
- 2009 – Tempfli József nagyváradi megyés püspök és Rózsás János gulágot megjárt író
- 2010 – Bánffy György színművész
- 2011 – Markó Béla erdélyi magyar költő, politikus[3]
- 2012 – Mádl Dalma, Mádl Ferenc özvegye[4]
- 2013 – Sólyom László volt köztársasági elnök[5]
- 2014 – Jókai Anna, író[6]
- 2015 – Böjte Csaba, ferences rendi szerzetes[7]
- 2016 – Halász Judit színművész[8]
- 2017 – Kaláka[9]
- 2018 – Bálint György kertészmérnök[10]
- 2019 – Beer Miklós váci római katolikus püspök és Roszík Gábor evangélikus lelkész[11]
- 2020 – Koltay Gábor rendező[12]
- 2021 – Novák Ferenc koreográfus[13]
- 2022 – Jeszenszky Géza volt külügyminiszter, történész[14]
- 2023 – Béres Ilona színművész [15]
- 2024 – Orosz István grafikus[16]
- 2025 Kamuti Jenő vívó, sebészorvos, kórház igazgató, sportdiplomata